# Фестиваль Кадырга

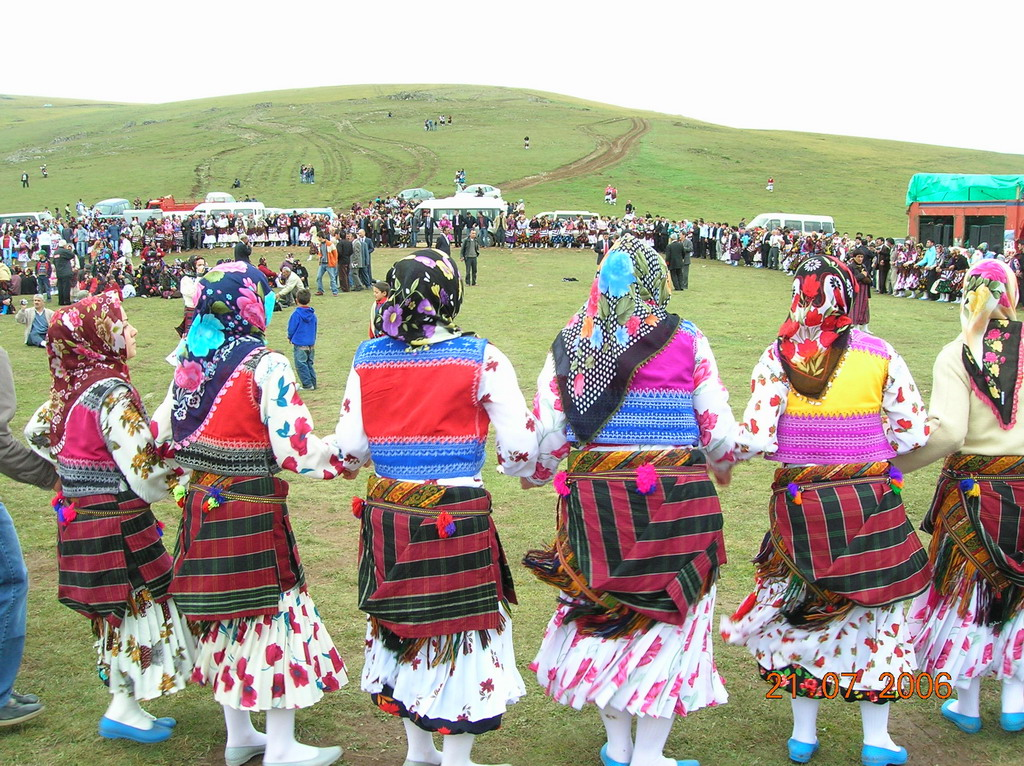
Традиционные танцы во время фестиваля

Фестиваль Кадырга (тур. Kadırga Festivali) является самым известным турецким фестивалем. Фестиваль проводится на плато Кадырга, в 25 километрах от города Тоня в провинции Трабзон.
Плато Кадырга находится на стыке шести районов Турции, покрыто травой и является прекрасным местом для проведения фестивалей.